# كثيرات الأسنان الإزميلية
كثيرات الأسنان الإزميلية (الاسم العلمي:†Polyglyphanodontia) هي تحت رتبة منقرضة من الزواحف تتبع أشباه السقنقوريات والوزغيات من رتبة حرشفيات.

## التصنيف
- الأوبامادون
- كثير الأسنان الإزميلية